# Citronskål
Citronskål (Bisporella citrina) är en sporsäcksvamp som växer på murken ved av lövträd. Den hör till gruppen skålsvampar och har små gula skålliknande eller fatliknande fruktkroppar som växer gyttrade. I Sverige förekommer den allmänt över hela landet.

## Beskrivning
Citronskålens fruktkroppar är en till tre millimeter breda och skålliknande eller fatliknande med ett en knapp millimeter långt fotanlag. Fruktkroppen är gul. Dess hymenium har en citrongul till äggul färg, utom då det drabbats av torka vilket kan orsaka att det blir mer rödgult till färgen. Utsidan är slät och har en blekgul färg. 
Svampens sporer är ellipsoida och har en storlek på 9-14 x 3-5 µm.

## Ekologi
Citronskål växer på murken ved av lövträd där barken flagats av, till exempel nedfallna stammar eller stubbar och nedblåsta större grenar. Citronskålens fruktkroppar växer gyttrade, det vill säga många tätt tillsammans, och kommer från vår till höst.